# Hansteinia
Hansteinia là chi thực vật có hoa trong họ Acanthaceae.